# 李姬镐
李姬镐（韓語：이희호，1922年9月21日—2019年6月10日），大韩民国第15任总统金大中的夫人，韩国女权运动和社会活动家，朝鲜半岛和平统一推动者。
李姬镐1922年9月21日出生于朝鲜日治时期京城府（今首爾特別市）壽松町，1962年5月10日与金大中结婚，经历了丈夫从死囚到总统的传奇人生。她热衷于社会活动，反抗日本对朝鲜的殖民统治，反对军事独裁，争取民主与女权，并致力于韩朝和解与统一。

## 出身

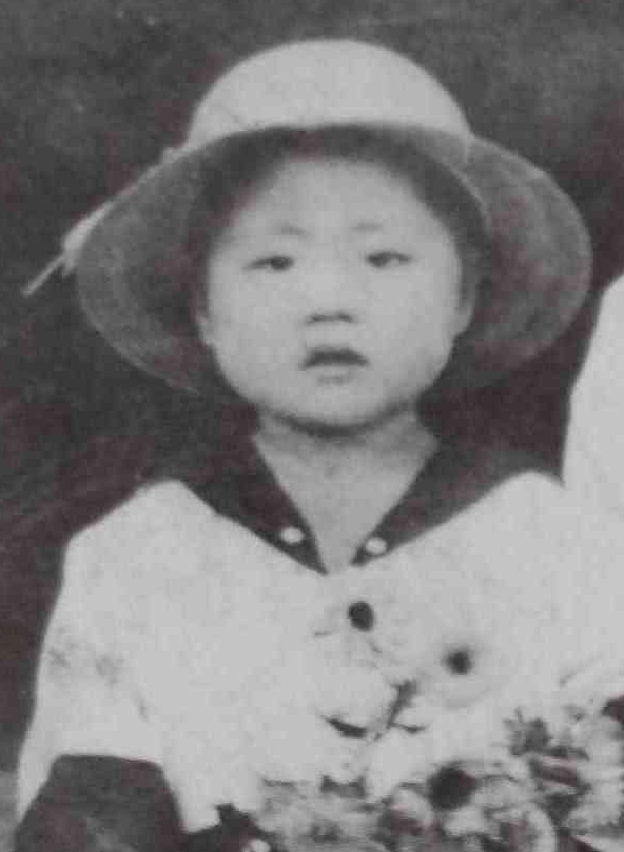
幼年时的李姬镐

李姬镐1922年9月21日出生于朝鲜日治时期的京城（今首爾特別市）壽松町。李姬镐本貫全州李氏，是讓寧大君後裔，父亲李龙基是名医生，母亲李顺伊是位心灵手巧擅长厨艺和传统手工艺的女性。李姬镐是家中的长女，在兄弟姐妹中排行老四。1929年，李姬镐的父亲在忠清南道瑞山邑开了个私人诊所。全家因此从京城搬到瑞山:10-11。1936年，李姬镐考入梨花女子高中，只身一人赴京。二年级开始，她开始被选为班长。1940年3月，李姬镐刚刚从梨花女子高中毕业，她的母亲就病逝了。李姬镐之后在家照顾家人一段时间，后返京准备梨花女专的入学考试:13-20。
1942年，李姬镐考入梨花女专文科班。1943年12月，在太平洋战争节节败北的日本，下达了《战时教育临时措施令》。梨花女专除了女子医专外，其它学科都被停课，取而代之的是“女子青年锻炼所指导员培养课程班”。全校的学生开始被要求全部住校并接受“皇国臣民”教育，每天背诵《皇国臣民誓词》。一半的学生当时离开了学校，梨花女专关闭。1944年4月，李姬镐来到忠清南道礼山郡插桥小学附属“女子青年锻炼所”担任指导员，学生都是15-20岁没受过教育的女孩子。1945年韩国光复后，李姬镐回到了京城。经过一段时间的学习后，1946年9月，她考入了京城大學（今首爾國立大學）师范学院英文系:21-27。

## 早期生涯
在升上大學三年级的时候，李姬镐转到了教育系。在校期间，李姬镐曾担任学生自治团体，学生护国团师范大学副大队长。1948年12月，李姬镐与另外32名大学生创建了“为建设新国家，共同学习、共同工作、共同赴死”的“勉学同志会”，并拜访了韩国国父金九:28-34。
1950年，李姬镐从大学毕业后不多久，朝鲜战争爆发。同年12月，李姬镐坐火车去釜山与家人汇合。在釜山，李姬镐与几位女权人士朋友建立了“大韩女子青年团”，并担任青年团外交局局长。除了“大韩女子青年团”，李姬镐在釜山还积极参加“女性问题研究所”和“基督学生会”的工作。1954年5月，李姬镐在一位在韩美国牧师的推荐下，获得美国田纳西州杰克逊市蓝华德大学（Lambuth College）的四年奖学金。1956年，李姬镐转学到斯卡瑞大学（Scarritt College）攻读社会学硕士；1958年5月，获得该校硕士学位；同年9月，回韩国:35-46。李姬镐回到韩国后在梨花女子大学教书。后来被梨花女子大学副校长推荐出任当时韩国妇女精英团体“基督教女青年会”（YWCA）的总干事。1959年9月，李姬镐陪同崔以权和孙仁实出席了在墨西哥城举行的“世界女性大会”。在随后的半年里，三人前往美国、欧洲和亚洲一些国家进行参观学习:51-53。

## 与金大中结婚

### 1951年至1972年
李姬镐与金大中是1951年在朝鲜战争时期于釜山首次认识的。两人都是“勉学同志会”的成员。朝鲜战争结束后，李姬镐去了美国留学，金大中回到了木浦。1959年，两人在漢城钟路偶遇，后于1962年5月10日结婚。5月20日，两人新婚刚10天，金大中又被当局以“反革命嫌疑”关押了一个月:63-70。当局除迫害金大中外，对李姬镐的社会活动也加大了阻扰。1962年12月，李姬镐辞去了“基督教女青年会”总干事的职务:71。1963年11月12日，李姬镐与金大中的儿子弘杰出生:70。几天后，金大中成功当选木浦地区的国会议员:82。在金大中出任国会议员期间，她经常帮助丈夫整理报刊资料，特别是英文报刊中的美国对国际局势的看法:79。
1964年，李姬镐开始以常务委员的身份重新加入她喜爱的“基督教女青年会”。虽然经常受到当局情报部门的跟踪，给同事带来麻烦，她还是一直在这个组织工作，直到1982年与金大中一起流亡美国。李姬镐在1964年还开始出任她在釜山加入的“女性问题研究所”的第二任会长，活跃在国会和非政府组织中，直到1971年1月陪同竞选总统的金大中访美。1968年，李姬镐开始出任“泛太平洋和东南亚妇女协会韩国分会”的副会长。在此期间，李姬镐经常与担任会长的舅妈李玛丽一起出席国际女性会议。迫于协会中共产党委员和政府高层人士夫人的压力，李姬镐在1972年辞去了该职务:71-72。
1967年6月第七届国会议员选举，李姬镐和金大中一起去木浦参加竞选活动，挨家挨户拜访有选举权的人家或进行街头宣传:88-91。1971年，在金大中首次参加总统大选前夕，李姬镐陪同金大中出访了美国。在MBC电台记者文明子的帮助下，李姬镐参加了白宫的活动，并与当时的美国第一夫人帕特·尼克松，见了面并合影。李姬镐回国后原本想在一家照相馆再洗几张与尼克松夫人合影的照片。但当局以该照相馆有漏税嫌疑对其进行了搜查，之后照片就不见了。共和党还召开记者招待会说李姬镐根本就没和尼克松夫人见过面。李姬镐后来将摄影师叫到家中，将还有的一张照片进行了复制并公开于众。在竞选活动中，李姬镐还登上讲台为金大中进行声援演讲。候选人夫人发表声援演讲在当时的韩国是很少见的:102-106。在随后的第八届国会议员选举中，李姬镐还为新民党候选人进行了声援演讲:113。

### 1972年至1987年
1972年10月17日，朴正熙发动“十月维新”军事政变。金大中被迫流亡海外:122。1973年8月，金大中被绑架回首尔，并被软禁在家:131-137。1976年3月1日，李姬镐陪同金大中一起参加了在漢城明洞圣堂举行的《民主救国宣言》联合签名活动，要求朴正熙下台并废除维新宪法。事后，在《宣言》上签名的包括金大中和前总统尹潽善在内的11名民主人士遭到当局逮捕并被判刑。李姬镐也起被当局与金大中一起逮捕，被关押三天后释放:150-155。当局对被捕的民主人士进行不公开的审判，还限制旁听权。在第一次审判，李姬镐和前总统尹潽善夫人孔德贵等其他被捕民主人士的家属在法院前举行示威。她们用黑胶带在嘴上贴成十字架，并举着“公开审判”“民主主义在十字架上死去”等标语。在之后的审批日子里，李姬镐和其他被捕民主人士的家属穿着庄重的象征和平的紫色韩服在法庭外示威，并向路人分发写有“公开审判”“恢复民主”的绸带，还在遮阳伞和扇子上标注“释放民主人士”的标语。参加示威的夫人们，还将各自丈夫的囚犯号贴在连衣裙的口袋上。在第七次开庭的那天，当局动用了机动暴力队阻止示威活动。机动暴力队将李姬镐等示威家属抓了起来，用车将她们运到荒野，然后像扔行李一样将她们扔出车:156-162。
1978年7月6日，朴正熙依靠“统一主体国民会议”当选韩国第九届总统，随后对金大中进行了特赦。同年12月27日，金大中结束了两年零九个月的监狱生活回到家中，不过很快又被军政府软禁在家。1979年10月26日，朴正熙遭暗杀身亡后，迎来了短暂的“首爾之春”。同年12月12日，全斗焕发动双十二政变，完全控制了军权和崔圭夏看守内阁。1980年5月，主导民主运动的三金、大学生和民众与全斗焕的军方势力展开了你死我活的较量。首都持续爆发要求废除维新和全斗焕下台的游行示威。同年5月17日，全斗焕发动“5·17”军事政变。漢城各政府机构、国会大厦、各新闻机构和大学都被军方占领。金大中和金钟泌被逮捕，金泳三被软禁，另有数百名各界民主人士被逮捕。军方开始实行全国戒严。在金大中逮捕的第二天，光州爆发大规模的抗议示威“光州事件”。同年9月11日，金大中被军事法庭以策动光州暴动的“内乱阴谋罪”和1972年“十月维新”政变之后在海外组织“韩民统”的“反国家团体的罪魁”两项罪名判处死刑:232-265。绝望中，李姬镐给美国总统卡特写了封信，请求美国帮助:210。在美国和韩国国内外民主势力的压力下，金大中最终被改判无期徒刑。改成无期徒刑后，金大中从陆军监狱被转移到清州监狱服刑。服刑期间，金大中的夫人每天都他写信，两年间共写了640封。金大中的儿子们也给他写了200多封的信。不过，牢房不准许保留信件，家人的来信和照片看过后就被没收了。按监狱的规定，金大中每个月最多只能寄一张明信片。为此金大中开始在明信片两面的空白处练习写小字。他曾在寄给家人的一张明信片上写了两万多字的信。1983年，金大中的这些家书被集结成《带着民族的遗憾》一书在美国出版，后被翻译成日文以《狱中书信》为名在日本出版。1984年，该书在韩国国内以《金大中狱中书信》为名出版:232-265
1982年12月底，當局安排金大中和李姬镐去美国“就医”，兩人开始了海外流亡生活。1983年1月9日，李姬镐被美国教会“女性联合会”授予“勇敢的女性奖”。同年5月，李姬镐的母校斯卡瑞大学授予她“塔奖”（Tower Award）:238-240。为了使金大中不成为第二个阿基诺，1985年2月8日，20多位美国各界人士陪同金大中和李姬镐回到了韩国。在金浦国际机场，他们受到了30多万民众的热烈欢迎。金大中回到家后，立即被当局软禁在家:282-287。

### 1987年至1997年
1987年6月，韩国爆发历史上最大规模的民主运动“六月民主运动”。为了平息民运，卢泰愚只好迫于压力于6月29日宣布修改现行宪法，实行总统直接选举并赦免了金大中。卢泰愚赦免金大中除了迫于压力外，也出于分化民主阵营，让金大中与金泳三、金钟泌竞争，互相分散选票，从而在竞选中渔翁得利:215-217:359-366:303-304。由于「三金」相争，以及大选前大韩航空爆炸事件的影响，金大中在此次竞选中失败。卢泰愚渔翁得利当选韩国自朴正熙之后的首位民选总统:313-315:373-374。
1987年的大选后，韩国政坛出现了“朝小野大”的格局。为了打破这种僵局，卢泰愚联合金钟泌和金泳三，将民正党、统一民主党、共和党正式合并为“民主自由党”（简称“民自党”），再次成功分化整合在野政治势力:336-340:376-381。不过由于金大中势力的不断扩大，民自党为了保住执政地位，不得不选举民自党唯一能与金大中抗衡的金泳三为民自党1992年大选的总统候选人:382:342-343。最终，金泳三凭借执政民主自由党的支持当选韩国第十四届总统。在大选后的第二天，金大中宣布辞去国会议员的职务，退出政坛:356-358:384-386。
1993年1月26日，李姬镐陪同金大中赴英国剑桥大学从事两德统一和欧洲合并方面的研究工作。两人多次走访德国，考察两德统一。在此之前，两人还特意访问了荷兰海牙，为韩国海牙特使李俊烈士扫墓:360-368。1995年7月18日，金大中宣布重返政坛，重振在野党。1997年12月18日，74岁高龄的金大中当选为韩国第十五届总统:392-401。

## 第一夫人时期
1998年2月25日，金大中正式宣誓就任韩国总统，入主青瓦台。金大中就任伊始，韩国因亚洲金融危机，国库空空。李姬镐与金大中带头捐出家中的金首饰和祖传金器，掀起 “爱国献金运动”的高潮，以应对国家的外汇短缺危机:314。为拯救因金融危机而忍饥挨饿的孩子，1998年8月10日李姬镐与朴英淑、金圣在等人成立了“爱心朋友”的团体。1999年12月，她还建立了维护女性权益的“女性财团”组织:343-344。
2000年2月3日，李姬镐应邀作为主要发言人参加由五百多名美国政要和外国人士参加的国家祈祷早餐会。早餐会上，李姬镐做了题为《苦难的意义》的演讲，得到与会政要的强烈反响。会后，李姬镐与当时的美国第一夫人希拉里举行了单独会面。在美期间，南加州大学社会福利学院授予了李姬镐“国际社会福利奖”。 李姬镐在南加州大学发表了演讲，并出席了她所著的《我的爱，我的祖国》一书英文版的签名会:340-342。
2000年6月13日，李姬镐陪同金大中北访朝鲜。这是朝鲜半岛分裂以来，南北方的首次首脑会晤，非常具有历史意义。在平壤期间，李姬镐到访了平壤的幼儿园、刺绣研究所、少年宫、医院，并出席了南北女性座谈会。李姬镐在平壤还看到了高中时的数学老师:327-334。
2000年10月13日，金大中因对朝鲜半岛和平和亚洲民主事业的突出贡献被挪威诺贝尔委员会授予诺贝尔和平奖。第二天，李姬镐的母校漢城國立大學授予她“骄傲的漢城大学人”奖。同年12月8日，李姬镐与金大中一起赴挪威出席诺贝奖典礼，得到了瑞典国王卡爾十六世的欢迎:335-338。
2001年，李姬镐作为“韩国访问年”名誉委员长访问中国北京，受到中华全国妇女联合会副会长的迎接。訪華期间，李姬镐出席了狱中书信集《为了明天的祈祷》中文版的出版纪念活动，并将全部稿费捐献给帮助中国边远地区孩子们的基金:339。
2002年5月，以大韩民国代表团首席代表的身份出席联合国儿童特别大会。韩国当时是联合国的轮值主席国。李姬镐作为大会临时主席，用英文主持了此次会议，并发表了主题演讲。这是女性首次坐在联合国主席国的席位上:339-340。

## 金大中卸任后
金大中卸任后，李姬镐除陪同金大中出席国内外的活动外，继续从事“爱心朋友”和“女性财团”团体的工作。2009年8月18日，金大中病逝后，李姬镐向李明博政府提出了国葬的要求。考虑到金大中生前对国家和民族的最大贡献，李明博从全局考量决定为金大中举行为期六天的国葬。这是继朴正熙1979年遇刺身亡而举行的国葬后，韩国三十年来首次举行国葬，也是首次为前总统举行国葬。
金大中去世后，李姬镐出任了金大中和平中心顾问，继续为朝鲜半岛的和平统一做贡献。 2011年12月26日，朝鲜国防委员会委员长金正日去世后，李姬镐女士和现代集团会长玄贞恩曾到朝鲜锦绣山纪念宫吊唁，并对金正恩表示慰问。应金正恩的邀请，李姬镐于2015年8月5-8日第三次访问了朝鲜。
2019年6月10日23时37分，李姬镐因肝癌在世福兰斯医院去世。

## 著作
- 《从黑暗到光明》
- 《我的爱，我的祖国》
- 《为了明天的祷告》
- 《同行：苦难与荣耀的旋转舞台》